# Stigmidium superpositum
Stigmidium superpositum är en lavart som först beskrevs av William Nylander och fick sitt nu gällande namn av David Leslie Hawksworth 1975. 
Stigmidium superpositum ingår i släktet Stigmidium och familjen Mycosphaerellaceae.  Arten är reproducerande i Sverige. Inga underarter finns listade i Catalogue of Life.